# Елисавет Варела
Елисавет Варела, по мъж Папаманоли (на гръцки: Ελισάβετ Βαρελά), e гръцка учителка и деятелка на Гръцката въоръжена пропаганда.

## Биография
Родена е в 1890 година в семейството на Христос Варелас и Екатерини Варела, видно гъркоманско семейство от южномакедонския град Енидже Вардар, тогава в Османската империя, днес Яница в Гърция. За прогръцка дейност майка ѝ и баща ѝ са убити от български дейци в дома им на 6 януари 1906 година. Елисавет Варела учи в гръцкото Девическо училище в Солун, издържана от Ениджевардарската гръцка община.
След завършване на образованието си Елисавет Варела става гръцка учителка и същевременно деятелка на гръцката революционна организация. Преподава в ениджевардарското село Чохалари, където се жени за Христос Папаманолис. След смъртта на съпруга си става нелегална в четата на андартския капитан Гоно Йотов.
По-късно Елисавет Варела продължава учителската си кариера, като преподава в солунското сиропиталище Папафио до 1940 година. Умира в 1972 година.